# Bernhard Strigel
Bernhard Strigel, född cirka 1460 i Memmingen, död där 1528, var en tysk figurmålare av den schwabiska skolan. Han var son till Ivo Strigel.
Strigel bildade sig huvudsakligen efter Bartholomeus Zeitblom och målade dels i Memmingen, där han stod i högt anseende och på många sätt av sina medborgare utmärktes, dels också i Augsburg och Wien. Strigel var hovmålare hos kejsar Maximilian I (den ende, som fick måla kejsarens porträtt) och slogs av honom till riddare. Hans arbeten, vilka inte är sällsynta i Tyskland, skattas ganska högt. Strigel målade uteslutande med vänster hand.